# 大箐乡
大箐乡，是中华人民共和国四川省凉山彝族自治州西昌市曾经下辖的一个乡。2019年12月，撤销大箐乡、海南乡和洛古波乡，设立海南街道，以原大箐乡、原海南乡和原洛古波乡俄池格则村所属行政区域为海南街道的行政区域。

## 行政区划
大箐乡撤销前下辖以下地区：
白庙村、胜利村和民主村。